# Colin McDonald (fotbalista)
Colin Agnew McDonald (* 15. října 1930, Bury) je bývalý anglický fotbalový brankář.
Chytal hlavně za Burnley. Hrál na mistrovství světa 1958.

## Hráčská kariéra
Colin McDonald chytal za Headington United a Burnley.
Za Anglii chytal 8 zápasů. Hrál na mistrovství světa 1958.